# کاستیگالی
کاستیگالی (به اسپانیایی: Castellgalí) یک شهرستان در اسپانیا است که در کاتالونیا واقع شده‌است.

## خصوصیات
کاستیگالی ۱۷٫۲۱ کیلومترمربع مساحت و ۱٬۶۱۱ نفر جمعیت دارد و ۲۶۶ متر بالاتر از سطح دریا واقع شده‌است.